# Liste des châteaux de l'Aveyron
Cet article recense de manière non exhaustive les châteaux (de défense ou d'agrément), maisons fortes, mottes castrales, situés dans le département français de l'Aveyron. Il est fait état des inscriptions et classements au titre des monuments historiques.
La commune de Onet-le-Château compte 28 châteaux.

## Liste
| Icône            | Signification    | Abréviations             | Abréviations                  | Abréviations             | Abréviations           |
| ---------------- | ---------------- | ------------------------ | ----------------------------- | ------------------------ | ---------------------- |
| Château fort     | Château fort     | = Bastide                | = Ferme fortifiée             | = Maison forte           | = (Néo-)Palladianisme  |
| Renaissance      | Renaissance      | = Château gascon         | = Folie (montpelliéraine)     | = Manoir, Gentilhommière | = Résidence épiscopale |
| Domaine viticole | Domaine viticole | = Classicisme, classique | = Forteresse, fort(ification) | = Maison (noble)         | = Style Beaux-Arts     |
| Palais           | Palais           | = Commanderie            | = Gothique (flamboyant)       | = Néo-baroque            | = Style Second Empire  |
| Ruine ou disparu | Ruine, disparu   | = Château pinardier      | = Hôtel particulier           | = Néo-classique          | = Style italianisant   |
|                  |                  | = Demeure seigneuriale   | ... = Style Louis XII...XVI   | = Néo-gothique           | = Style troubadour     |
|                  |                  | = Éclectisme             | = Logis (seigneurial)         | = Néo-Renaissance        | = Villa (de Nice)      |
| Baroque, rococo  | Baroque, rococo  | = Édifice religieux      | = Motte castrale/féodale      | = Pavillon de chasse     | = Styles du XXe siècle |

| Type                                           | Château                                      | Commune                       | Protection                                                                                              | Notes                                                        | Coordonnées                 | Illustration |
| ---------------------------------------------- | -------------------------------------------- | ----------------------------- | --- | ------------------------------------------------------------ | --------------------------- | ------------ |
| Château fort · Ruine ou disparu                | Tour d'Aiguillon                             | Cornus                        | |                                                              | 43° 54′ 10″ N, 3° 10′ 43″ E |              |
| Forteresse, fort(ification) · Ruine ou disparu | Fort d'Aubin                                 | Aubin                         | |                                                              | 44° 31′ 46″ N, 2° 15′ 00″ E |              |
| Château fort · Ruine ou disparu                | Château d'Auriac                             | Saint-Rome-de-Tarn            | |                                                              | 44° 03′ 16″ N, 2° 54′ 20″ E |              |
| Maison forte · Renaissance                     | Château de Balsac                            | Balsac                        | Inscrit MH (2007) · Notice no PA12000040                                                                | XIVe et XVIIIe siècles                                       | 44° 24′ 08″ N, 2° 26′ 36″ E |              |
| Château fort · Ruine ou disparu                | Château de Bar                               | Bor-et-Bar                    | |                                                              | 44° 11′ 08″ N, 2° 04′ 32″ E |              |
| Château fort · Ruine ou disparu                | Château de Belcastel                         | Belcastel                     | Inscrit MH (1928) · Notice no PA00093962                                                                | IXe et XVIIe siècles                                         | 44° 23′ 20″ N, 2° 20′ 10″ E |              |
| Château fort · Ruine ou disparu                | Château de Bertholène                        | Bertholène                    | | XIIe et XVIe siècles                                         | 44° 23′ 44″ N, 2° 46′ 45″ E |              |
|                                                | Château de la Bonnaudie                      | Bar                           | | château disparu                                              | 44° 11′ 48″ N, 2° 04′ 23″ E |              |
| Château fort · Renaissance                     | Château du Bosc                              | Naucelle                      | Inscrit MH (1991) · Notice no PA00093985                                                                | XIIe et XVIe siècles                                         | 44° 09′ 51″ N, 2° 22′ 50″ E |              |
|                                                | Château de Boscus                            | Onet-le-Château               | |                                                              | 44° 22′ 52″ N, 2° 35′ 33″ E |              |
| Château fort                                   | Château des Bourines                         | Bertholène                    | Classé MH (1963) · Inscrit MH (1963) · Notice no PA00093965                                             | XIIIe et XVIe siècles                                        | 44° 25′ 07″ N, 2° 48′ 34″ E |              |
| Château fort · Renaissance                     | Château de Bournazel                         | Bournazel                     | Classé MH (1942) · Inscrit MH (2013) · Notice no PA00093969 · Jardin remarquable · Notice no JAR0000337 | XIVe siècle et 1542                                          | 44° 27′ 35″ N, 2° 17′ 57″ E |              |
| Château fort                                   | Château du Bousquet                          | Montpeyroux                   | Inscrit MH (1928) · Classé MH (1978) · Notice no PA00094071                                             | XIVe siècle                                                  | 44° 39′ 24″ N, 2° 48′ 27″ E |              |
| Édifice religieux                              | Église fortifiée de Boussac                  | Boussac                       | Classé MH (1944) · Notice no PA00093970                                                                 | XVe siècle                                                   | 44° 16′ 43″ N, 2° 21′ 58″ E |              |
| Château fort · Ruine ou disparu                | Château de Bozouls                           | Bozouls                       | | disparu                                                      | 44° 28′ 15″ N, 2° 43′ 03″ E |              |
| Château fort · Renaissance                     | Château de Brousse                           | Brousse-le-Château            | Classé MH (1943) · Notice no PA00093976                                                                 | Xe et XVIe siècles                                           | 43° 59′ 48″ N, 2° 37′ 29″ E |              |
| Château fort · Ruine ou disparu                | Château de Brusque                           | Brusque                       | |                                                              | 43° 46′ 07″ N, 2° 56′ 53″ E |              |
| Château fort · Renaissance                     | Château de Buzareingues                      | Buzeins                       | | XIVe siècle                                                  | 44° 22′ 07″ N, 3° 00′ 18″ E |              |
|                                                | Château des Cabaniols                        | Onet-le-Château               | |                                                              | 44° 23′ 09″ N, 2° 34′ 15″ E |              |
| Château fort · Style Louis XIII                | Château de Cabrespines                       | Coubisou                      | Inscrit MH (2016) · Notice no PA00094001                                                                | XIIIe et XVIIe siècles                                       | 44° 35′ 02″ N, 2° 43′ 06″ E |              |
| Château fort · Renaissance                     | Château de Cajarc                            | Salvagnac-Cajarc              | Inscrit MH (1991) · Classé MH (1994) · Notice no PA00094240                                             | XIIIe et XVIe siècles                                        | 44° 28′ 31″ N, 1° 50′ 50″ E |              |
| Château fort · Ruine ou disparu                | Château de Calmont                           | Calmont                       | | donjon et église fortifiée                                   | 44° 14′ 59″ N, 2° 30′ 44″ E |              |
| Château fort · Ruine ou disparu                | Château de Calmont d'Olt                     | Espalion                      | Classé MH (1992) · Notice no PA00094233                                                                 | IXe et XVe siècles                                           | 44° 31′ 05″ N, 2° 45′ 09″ E |              |
| Commanderie                                    | Commanderie des Canabières                   | Salles-Curan                  | |                                                              | 43° 58′ 57″ N, 3° 08′ 07″ E |              |
| Gothique (flamboyant) · Renaissance            | Château de Canac                             | Onet-le-Château               | Inscrit MH (1990) · Classé MH (1991) · Notice no PA00094235                                             | XVe et XVIe siècles                                          | 44° 21′ 52″ N, 2° 34′ 44″ E |              |
| Manoir, gentilhommière                         | Manoir de Canals                             | Cornus                        | |                                                              |                             |              |
|                                                | Château de Cantaranne                        | Onet-le-Château               | |                                                              | 44° 21′ 40″ N, 2° 35′ 43″ E |              |
|                                                | Château de Capelle                           | Onet-le-Château               | |                                                              | 44° 22′ 53″ N, 2° 29′ 02″ E |              |
|                                                | Château de Castelgaillard                    | Onet-le-Château               | |                                                              |                             |              |
|                                                | Château de Castelmary                        | Castelmary                    | |                                                              |                             |              |
| Château fort                                   | Château de Castelnau-Pégayrols               | Castelnau-Pégayrols           | Inscrit MH (1975) · Notice no PA00093991                                                                | XIe et XVIIIe siècles                                        | 44° 07′ 46″ N, 2° 55′ 57″ E |              |
| Commanderie · Forteresse, fort(ification)      | Fortifications de La Cavalerie               | La Cavalerie                  | Inscrit MH (1998) · Notice no PA12000014                                                                | XIIe et XVe siècles                                          | 44° 00′ 31″ N, 3° 09′ 24″ E |              |
| Château fort                                   | Château du Cayla                             | Cruéjouls                     | | XIIe siècle, XVIe et XVIIe siècles                           | 44° 12′ 18″ N, 2° 16′ 15″ E |              |
| Château fort · Renaissance                     | Château de La Caze                           | Peyrusse-le-Roc               | Inscrit MH (2018) · Notice no PA12000068                                                                | XVe et XVIe siècles                                          | 44° 29′ 02″ N, 2° 07′ 32″ E |              |
|                                                | Château de Cénac                             | Sainte-Croix                  | |                                                              |                             |              |
| Château fort · Commanderie                     | Tour de la Clau                              | Vézins-de-Lévézou             | | Moyen Âge, la tour des Templiers à la Clau                   | 44° 15′ 44″ N, 2° 59′ 04″ E |              |
| Château fort                                   | Château du Colombier                         | Salles-la-Source              | Inscrit MH (1995) · Notice no PA00135446                                                                | XIe et XVe siècles                                           | 44° 29′ 16″ N, 2° 31′ 47″ E |              |
| Demeure seigneuriale                           | Château de La Combe                          | Onet-le-Château               | Inscrit MH (2011) · Notice no PA23000023                                                                | XVIe et XIXe siècles                                         | 45° 57′ 25″ N, 2° 23′ 51″ E |              |
| Forteresse, fort(ification)                    | Tour Corbières                               | Rodez                         | |                                                              | 44° 21′ 06″ N, 2° 34′ 26″ E |              |
| Gothique (flamboyant) · Château fort           | Château de Coupiac                           | Coupiac                       | Inscrit MH (1928) · Notice no PA00094003                                                                | XIIIe et XVIIIe siècles                                      | 43° 57′ 15″ N, 2° 34′ 53″ E |              |
| Forteresse, fort(ification)                    | Village fortifié de la Couvertoirade         | La Couvertoirade              | |                                                              | 43° 54′ 45″ N, 3° 19′ 02″ E |              |
|                                                | Château de Dalmayrac                         | Rodelle                       | |                                                              |                             |              |
|                                                | Château d'Entraygues                         | Entraygues-sur-Truyère        | |                                                              |                             |              |
| Palais                                         | Vieux Palais d'Espalion                      | Espalion                      | |                                                              |                             |              |
|                                                | Château d'Estaing                            | Estaing                       | |                                                              |                             |              |
|                                                | Château de Fayet                             | Fayet                         | |                                                              |                             |              |
|                                                | Château de Flars                             | Onet-le-Château               | |                                                              | 44° 23′ 58″ N, 2° 34′ 39″ E |              |
| Baroque, rococo                                | Château de Floyrac                           | Onet-le-Château               | | XVIIe siècle                                                 | 44° 23′ 01″ N, 2° 33′ 42″ E |              |
| Renaissance                                    | Château de Fontanges                         | Onet-le-Château               | |                                                              | 44° 22′ 40″ N, 2° 33′ 51″ E |              |
|                                                | Château de Frayssinet Bar                    | Bor-et-Bar                    | |                                                              |                             |              |
|                                                | Château de Frayssinet                        | Le Nayrac                     | |                                                              |                             |              |
|                                                | Château de la Frayssinette                   | Estaing                       | |                                                              |                             |              |
| Château fort                                   | Château de Galinières                        | Pierrefiche                   | |                                                              |                             |              |
|                                                | Château de Ginals                            | Villeneuve                    | |                                                              |                             |              |
|                                                | Château de Gissac                            | Gissac                        | |                                                              |                             |              |
|                                                | Château de Graves                            | Villefranche-de-Rouergue      | |                                                              |                             |              |
|                                                | Château de Grun                              | Saint-Saturnin-de-Lenne       | |                                                              |                             |              |
|                                                | Château de Guizard                           | Villecomtal                   | |                                                              |                             |              |
| Édifice religieux                              | Église fortifiée d'Inières                   | Sainte-Radegonde              | |                                                              |                             |              |
| Château fort · Néo-Renaissance                 | Château d'Is                                 | Onet-le-Château               | Notice no IA12000018                                                                                    | XIIe et XIVe siècles, XIXe siècle                            | 44° 22′ 30″ N, 2° 29′ 37″ E |              |
|                                                | Château de Kermaria                          | Morlhon-le-Haut               | | XIXe siècle                                                  |                             |              |
| Renaissance                                    | Château de Labro                             | Onet-le-Château               | Notice no IA12110202                                                                                    | XVIe et XVIIe siècles, XIXe siècle, un hôtel aujourd'hui     | 44° 23′ 51″ N, 2° 32′ 47″ E |              |
|                                                | Château de Larguiès                          | Salles-Curan                  | |                                                              |                             |              |
| Château fort                                   | Château de Latour                            | Marnhagues-et-Latour          | |                                                              |                             |              |
|                                                | Château de Limouze                           | Onet-le-Château               | |                                                              | 44° 23′ 22″ N, 2° 30′ 09″ E |              |
| Édifice religieux                              | Abbaye fortifiée de Loc-Dieu                 | Martiel                       | |                                                              |                             |              |
|                                                | Château de Longuebrousse                     | Taussac                       | | castrum disparu au XIVe siècle                               |                             |              |
|                                                | Château de Loupiac                           | Lapanouse                     | |                                                              |                             |              |
| Édifice religieux                              | Clocher fortifié de Martrin                  | Martrin                       | |                                                              |                             |              |
|                                                | Château de Masse                             | Espalion                      | |                                                              |                             |              |
|                                                | Château de Mélac                             | Saint-Rome-de-Cernon          | |                                                              |                             |              |
|                                                | Château du Méjanel                           | Recoules-Prévinquières        | |                                                              |                             |              |
| Château fort                                   | Beffroi de Millau                            | Millau                        | | Ancien château fort                                          |                             |              |
|                                                | Tour de Monaco                               | Mur-de-Barrez                 | |                                                              |                             |              |
|                                                | Château de Montaigut                         | Gissac                        | |                                                              |                             |              |
|                                                | Château de Montalègre                        | Versols-et-Lapeyre            | |                                                              |                             |              |
|                                                | Château bas de Montjaux                      | Montjaux                      | |                                                              |                             |              |
|                                                | Château de Montolier                         | Onet-le-Château               | |                                                              |                             |              |
|                                                | Château de Montrazat                         | Onet-le-Château               | |                                                              |                             |              |
|                                                | Tour de Montsalès                            | Montsalès                     | |                                                              |                             |              |
|                                                | Château de La Morne                          | Onet-le-Château               | |                                                              | 44° 23′ 39″ N, 2° 36′ 38″ E |              |
| Château fort                                   | Château de Najac                             | Najac                         | |                                                              |                             |              |
| Château fort                                   | Château d'Onet-le-Château                    | Onet-le-Château               | Inscrit MH (1977) · Notice no PA00094095                                                                | XIIIe siècle et 1518/19                                      | 44° 23′ 27″ N, 2° 32′ 21″ E |              |
|                                                | Château d'Onrazac                            | Onet-le-Château               | |                                                              | 44° 23′ 17″ N, 2° 31′ 02″ E |              |
|                                                | Château de La Padrire                        | Onet-le-Château               | |                                                              |                             |              |
| Ruine ou disparu                               | Château de Pagax                             | Flagnac                       | |                                                              |                             |              |
|                                                | Château de La Panouse                        | Onet-le-Château               | |                                                              |                             |              |
|                                                | Tour de Peyrebrune                           | Alrance                       | |                                                              |                             |              |
|                                                | Château de Peyrelade                         | Rivière-sur-Tarn              | |                                                              |                             |              |
|                                                | Château de Peyroles                          | La Salvetat-Peyralès          | |                                                              |                             |              |
| Ruine ou disparu                               | Château de Peyrusse-le-Roc                   | Peyrusse-le-Roc               | |                                                              |                             |              |
|                                                | Château de la Pèze                           | Savignac                      | |                                                              |                             |              |
| Renaissance                                    | Château de Planèzes                          | Luc-la-Primaube               | |                                                              |                             |              |
| Château fort                                   | Château de Pomayrols                         | Pomayrols                     | |                                                              |                             |              |
|                                                | Château de Pruines                           | Pruines                       | |                                                              |                             |              |
|                                                | Château du Puech                             | Curières                      | |                                                              |                             |              |
|                                                | Château du Puech                             | Villecomtal                   | |                                                              |                             |              |
|                                                | Château de Puech-maynade                     | Onet-le-Château               | |                                                              | 44° 23′ 44″ N, 2° 34′ 54″ E |              |
|                                                | Château de Recoules                          | Sévérac-d'Aveyron             | |                                                              |                             |              |
| Château fort                                   | Château de la Roque                          | Fayet                         | |                                                              |                             |              |
|                                                | Château de la Roque                          | Onet-le-Château               | |                                                              | 44° 22′ 56″ N, 2° 35′ 10″ E |              |
|                                                | Château de Roquelaure                        | Lassouts                      | |                                                              |                             |              |
| Château fort · Ruine ou disparu                | Château de Roumégous                         | la Salvetat-Peyralès          | |                                                              |                             |              |
|                                                | Château de La Rouquette                      | Onet-le-Château               | |                                                              | 44° 22′ 16″ N, 2° 37′ 51″ E |              |
| Château fort                                   | Château de Saint-Beauzély                    | Saint-Beauzély                | |                                                              |                             |              |
|                                                | Château de Saint-Bel                         | Sainte-Croix                  | |                                                              |                             |              |
|                                                | Château de Saint-Côme-d'Olt                  | Saint-Côme-d'Olt              | | Mairie                                                       |                             |              |
|                                                | Château de Saint-Geniez de Bertrand          | Saint-Georges-de-Luzençon     | |                                                              |                             |              |
| Château fort                                   | Château de Saint-Izaire                      | Saint-Izaire                  | |                                                              |                             |              |
| Édifice religieux                              | Église fortifiée Saint-Martin d'Alpuech      | Argences en Aubrac            | |                                                              |                             |              |
| Château fort · Ruine ou disparu                | Donjon de Saint-Victor                       | Saint-Victor-et-Melvieu       | Notice no IA12002118                                                                                    | Moyen Âge                                                    | 44° 03′ 06″ N, 2° 49′ 57″ E |              |
| Édifice religieux                              | Église fortifiée de Sainte-Croix             | Sainte-Croix                  | Classé MH (1931) · Notice no PA00094144                                                                 | Moyen Âge                                                    | 44° 25′ 35″ N, 1° 58′ 00″ E |              |
|                                                | Château de Sainte-Eulalie-d'Olt              | Sainte-Eulalie-d'Olt          | |                                                              |                             |              |
| Commanderie                                    | Commanderie de Sainte-Eulalie-de-Cernon      | Sainte-Eulalie-de-Cernon      | |                                                              |                             |              |
| Édifice religieux                              | Église fortifiée Sainte-Radegonde            | Sainte-Radegonde              | |                                                              |                             |              |
| Résidence épiscopale                           | Château de Salles-Curan                      | Salles-Curan                  | |                                                              |                             |              |
|                                                | Château de Salmiech                          | Salmiech                      | | Disparu                                                      |                             |              |
|                                                | Château de Sanhes                            | Rodelle                       | |                                                              |                             |              |
|                                                | Château de Savignac                          | Savignac                      | |                                                              |                             |              |
|                                                | Château de Selves                            | La Vinzelle                   | | commune de Grand-Vabre, XVe siècle; remanié au XVIIIe siècle |                             |              |
|                                                | Château de la Servairie                      | Mouret                        | |                                                              |                             |              |
| Château fort                                   | Château de Sévérac                           | Sévérac-le-Château            | |                                                              |                             |              |
|                                                | Château de Sorgues                           | Cornus                        | |                                                              |                             |              |
|                                                | Château de Taurines                          | Centrès                       | |                                                              |                             |              |
|                                                | Château de Taussac                           | Taussac                       | |                                                              |                             |              |
|                                                | Château de Thénières (Tinières)              | Saint-Symphorien-de-Thénières | |                                                              |                             |              |
|                                                | Château de Tholet                            | Tholet                        | |                                                              |                             |              |
|                                                | Château de Toulonjac                         | Toulonjac                     | |                                                              |                             |              |
|                                                | Château de Le Trauc                          | Onet-le-Château               | |                                                              | 44° 22′ 51″ N, 2° 31′ 10″ E |              |
|                                                | Château de La Tricherie                      | Onet-le-Château               | |                                                              | 44° 23′ 09″ N, 2° 29′ 49″ E |              |
|                                                | Château du Trioulou                          | Sainte-Croix                  | |                                                              |                             |              |
| Manoir, gentilhommière · Renaissance           | Château de Vabre                             | Onet-le-Château               | | XVIIIe siècle                                                | 44° 24′ 06″ N, 2° 33′ 46″ E |              |
|                                                | Château de Valady                            | Valady                        | |                                                              |                             |              |
|                                                | Château de Valon                             | Lacroix-Barrez                | |                                                              |                             |              |
|                                                | Château de Vareilles                         | Comps-la-Grand-Ville          | |                                                              |                             |              |
|                                                | Château de Varès                             | Estaing                       | |                                                              |                             |              |
|                                                | Château de Venzac                            | Mur-de-Barrez                 | |                                                              |                             |              |
|                                                | Château de Versols                           | Versols-et-Lapeyre            | |                                                              |                             |              |
| Château fort                                   | Château de Vézins                            | Vézins-de-Lévézou             | Inscrit MH (1990) · Notice no PA00094238                                                                | XIIe siècle, XVIIe et XIXe siècles                           | 44° 16′ 46″ N, 2° 57′ 11″ E |              |
|                                                | Membre de Viala-du-Pas-de-Jaux (commanderie) | Viala-du-Pas-de-Jaux          | |                                                              |                             |              |
|                                                | Château de Vialatelle                        | Onet-le-Château               | | XVIIIe siècle                                                | 44° 22′ 55″ N, 2° 35′ 58″ E |              |
|                                                | Château du Vieux Village                     | Onet-le-Château               | |                                                              | 44° 21′ 56″ N, 2° 35′ 35″ E |              |
| Forteresse, fort(ification)                    | Village fortifié de Vimenet                  | Vimenet                       | |                                                              |                             |              |